# 로제타 (영화)
《로제타》(Rosetta)는 1999년 개봉된 프랑스, 벨기에의 드라마 영화이다. 다르덴 형제가 감독과 각본을 맡았다. 1999 칸 영화제 황금종려상 수상작이다.

## 줄거리
로제타(에밀리 드켄)는 수습 고용이 끝났음에도 고용되지 않자, 퇴사를 거부하며 매니저와 경찰관들과 폭력적인 몸싸움을 벌인다. 그녀는 "더 그랜드 캐니언"이라는 캐러밴 주차장으로 돌아오는데, 그곳에서 그녀는 알코올 의존증 어머니와 함께 살고 있다. 어머니는 로제타가 자선 가게에 팔 수 있도록 낡은 옷을 수선한다. 그녀들은 어머니가 성적인 대가로 남자들로부터 선물을 받는 것에 대해 육체적인 싸움을 벌인다. 로제타는 근처 강으로 가서 음식을 구하기 위해 덫을 놓아 송어를 밀렵한다. 실업 수당을 받을 수 없고, 복지 수당을 받기를 거부하며, 일자리를 간절히 원하는 로제타는 빈자리를 물색하다가 와플 노점을 발견한다. 그녀는 그곳에서 일하는 리케(파브리치오 론조네)와 친구가 되고, 주인(올리비에 구르메)에게 일자리를 구하지만 실패한다. 나중에 로제타는 진통제와 헤어드라이어로 복부를 따뜻하게 하며 생리통을 치료한다.
리케는 예고 없이 캐러밴 주차장을 방문하여 로제타를 깜짝 놀라게 한다. 그는 그녀에게 동료가 해고되었고, 그녀가 그 일자리를 가질 수 있다고 알려준다. 알코올 의존증으로 인한 어머니의 성적 문란 때문에 로제타는 어머니에게 재활 클리닉에 가보라고 권한다. 그러나 어머니가 자신의 중독을 부정하면서 둘 사이에 몸싸움이 일어난다. 어머니는 도망가고 로제타는 공원 근처 강에서 거의 익사할 뻔한다. 그녀는 밤을 리케와 함께 보내기로 하고 건물에 침대를 빌릴 수 있는지 묻는다. 어색한 저녁 동안 로제타는 그가 와플기를 가지고 있음을 발견한다. 그는 로제타에게 춤을 추자고 하지만, 그녀의 생리통 때문에 그만둔다. 침대에 누워 그녀는 자신의 삶이 정상적으로 작동하기 시작했다고 스스로를 설득하려 한다.
직장에서 그녀는 학교에 낙제한 주인의 아들로 인해 사흘 만에 교체되어 또 다른 감정적 붕괴를 겪는다. 주인이 기회가 생기면 연락하겠다고 말하자 로제타는 다소 진정된다. 그녀는 새로운 일자리를 찾지만 성과가 없었고, 일하는 동안 리케의 친구가 되어준다. 그는 와플 값을 내주겠다고 제안하지만, 그녀는 그의 자선을 거부한다.
낚시를 하던 로제타는 오토바이 엔진 소리를 듣고, 관리인이라고 생각하며 물고기 덫을 연못에 던지지만, 리케인 것으로 밝혀진다. 그가 덫을 찾는 것을 돕다가 연못에 빠진다. 그녀는 그가 진흙탕 물에서 허우적거리는 것을 지켜보며 주저하다가 그를 도와준다. 나중에 그녀는 리케가 영업시간 동안 자신의 와플을 팔고 있었다는 것을 알게 된다. 그가 반죽 섞는 것을 돕는 비공식적인 일자리를 제안했기 때문이다. 잠시 생각한 후 그녀는 주인에게 이 사실을 말한다. 로제타는 리케가 노점에서 쫓겨나고 그녀에게 앞치마가 건네지는 것을 지켜본다. 배신당하고 상처받은 리케는 그녀를 모페드로 쫓아가 잡고 그녀의 동기를 묻는다. 로제타는 일자리를 원했고 그를 물에서 구하지 말았어야 했다고 말한다. 그는 그녀가 여전히 자신을 도왔다고 반박하며 그녀를 보내준다.
다음 날, 리케는 로제타가 일하는 동안 그녀에게서 와플을 사고, 그녀는 거의 그와 눈을 마주치지 못한다. 집으로 돌아온 그녀는 어머니가 캐러밴 앞에서 의식을 잃고 술에 취해 있는 것을 발견한다. 그녀는 어머니를 끌고 안으로 들어가 침대에 눕힌다. 로제타는 공중전화로 상사에게 전화해 일을 그만둔다. 트레일러로 돌아와 그녀는 가스를 틀어 자신과 어머니를 질식시키려 한다. 그러나 가스가 떨어지고, 그녀는 집주인에게 가서 다른 가스통을 산다. 그녀가 무거운 가스통을 힘겹게 끌고 갈 때, 리케가 모페드를 타고 와 그녀 주위를 맴돈다. 그녀는 결국 땅에 쓰러져 울음을 터뜨린다. 리케는 그녀를 일으켜 세우고, 그녀는 천천히 평정을 되찾으며 그를 바라본다.

## 출연

### 주연
- 에밀리 드켄 - 로제타 역
- 파브리지오 롱기온 - 리케 역
- 앤 에르노스 - 어머니 역

### 조연
- 올리비에 구르메 - 사장 역
- 크리스티안 도발 - 첫번째 여자 영업사원 역

## 기타
- 미술: 이고르 가브리엘
- 의상: 모닉 파렐레